# Serjania glabrata
Serjania glabrata är en kinesträdsväxtart som beskrevs av Carl Sigismund Kunth. Serjania glabrata ingår i släktet Serjania och familjen kinesträdsväxter. Inga underarter finns listade i Catalogue of Life.